# Be Good to Me
"Be Good To Me" (em português:  "Seja Bom Comigo") é o primeiro single do álbum de estréia da cantora e atriz norte-americana Ashley Tisdale, Headstrong. A música foi composta por Kara DioGuardi, Joacim Persson e Niclas Molinder, e produzida pelo produtor sueco Twin, o álbum tem uma versão não creditada com o rap do cantor sueco David Jassy. 
O single foi lançado oficialmente pelo AOL Music, em 26 de dezembro de 2006, a canção foi lançada em um CD single que trazia outra música, "He Said She Said", que a principio seria o primeiro single do álbum. A música também aparece na coletânea Radio Disney Jams, vol. 10.  

## Videoclipe

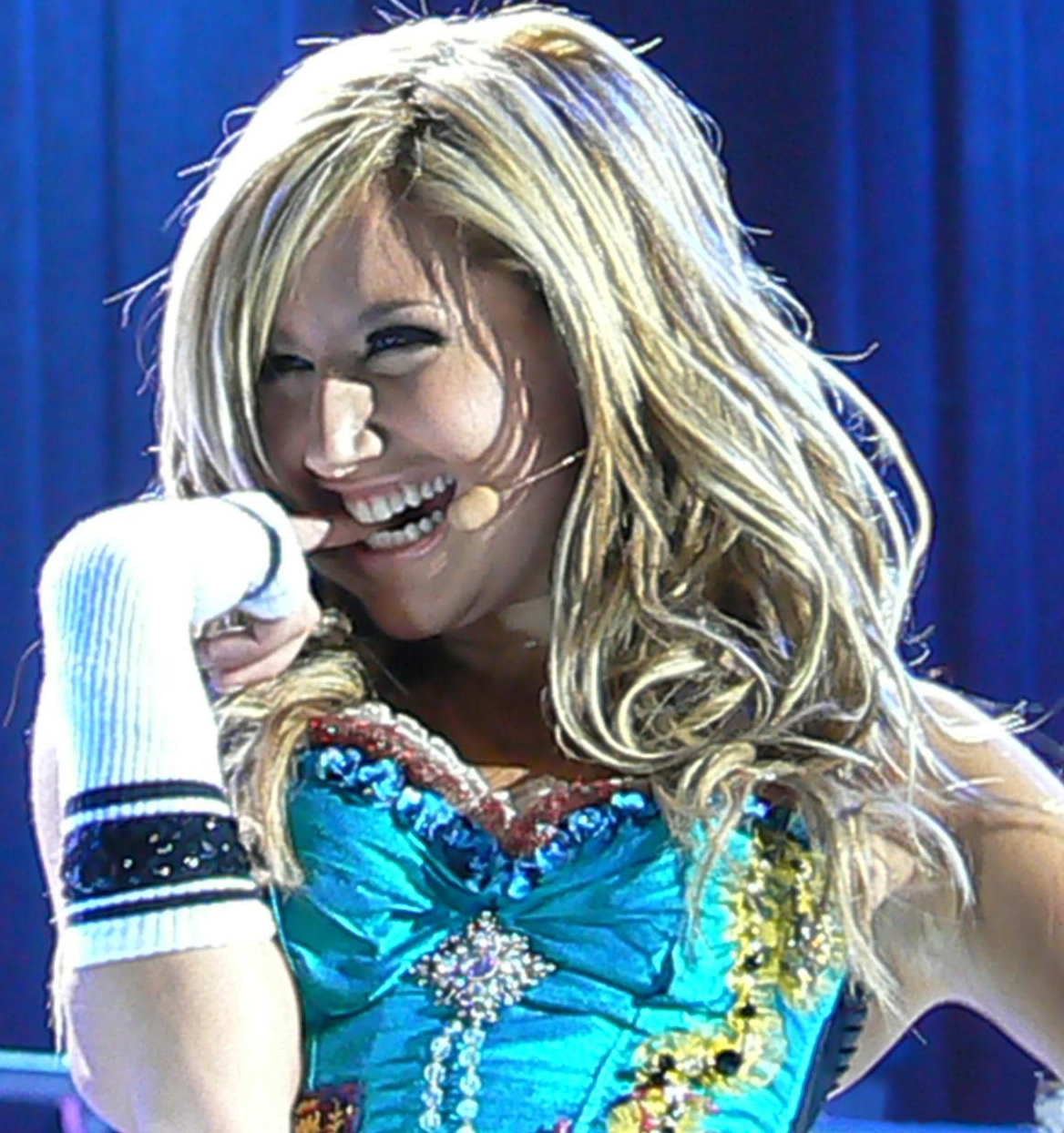
Ashley na presentação de "Be Good to Me", na turnê High School Musical: The Concert, em 2006.

O clipe foi dirigido por Chris Marrs Piliero e gravado durante um show da High School Musical: The Concert, e teve sua estréia mundial em 19 de abril de 2007 no programa Total Request Live da MTV. Uma segunda versão foi lançada na emissora musical alemã VIVA, em 18 de novembro de 2018, com a mesma performance do clipe original, porém com algumas cenas adicionais e a versão com o rap foi usada. 
O clipe fez sucesso no Brasil, assim como a música, sendo exibido praticamente durante o ano todo de 2007 em canais musicais como, MTV Brasil, Multishow, Mix TV e Play TV, entrando também nas paradas de clipes mais votados pelo público dessas emissoras.

## Faixas dos Singles

#### 2-track edition[2]
1. "Be Good to Me" (Radio Disney edit) – 3:14
2. "Be Good to Me" – 3:33

Limited Maxi Edition
1. "Be Good To Me" (featuring David Jassy) 3:34
2. "Who I Am" (Non-Album Track) 3:23
3. "It's Life (Non-Album Track) 3:46

#### Be Good To Me - The Remix (EP)[4]
Um EP de nove faixas foi lançado pela Warner Bros. Records em 21 de julho de 2009, nas lojas digitais. O EP "Be Good To Me: The Remixes", inclui a versão original da música, mais sete remixes e uma versão karaokê.
1. "Be Good to Me" (Radio Disney edit) – 3:14
2. "Be Good to Me" (Jack D. Elliot Mix) – 6:17
3. "Be Good to Me" (Eddie Baez Anthem Club) – 6:51
4. "Be Good to Me" (SugarDip Edit) – 5:03
5. "Be Good to Me" (Scalfati from T.H.C. - Scalfonzo Pop Extended Mix) – 7:23
6. "Be Good to Me" (Scalfati from T.H.C. - Scalfonzo Pop Mixshow) – 5:00
7. "Be Good to Me" (LSDJ from T.H.C. - Good 4 U Extended Mix) – 6:13
8. "Be Good to Me" (LSDJ from T.H.C. - Good 4 U Mixshow) – 5:26
9. "Be Good to Me" (karaoke version) - 3:14

#### German Maxi CD Single[5]
1. "Be Good to Me" (Radio Disney edit) – 3:14
2. "Last Christmas" (single version) – 3:56
3. "Be Good to Me" (Jack D. Elliot Mix) – 6:17
4. "Be Good to Me" (music video)

#### German Limited CD single[6]
1. "Be Good to Me" (Radio Disney edit) – 3:14
2. "Last Christmas" (single version) – 3:56

## Desempenho nos Charts
O single estreou na Billboard Hot 100, em 17 de fevereiro de 2007, na 96ª posição. Subiu para o número 80 na semana seguinte antes de sair, passando um total de duas semanas no chart . A música entrou nas paradas de singles da Áustria e da Alemanha quando foi lançada na Europa no outono de 2008. 
| Chart (2007)                                   | Posição |
| ---------------------------------------------- | ------- |
| Alemanha (Official German Charts)              | 57      |
| Áustria (Ö3 Austria Top 40)                    | 67      |
| Brasil (Hot 100 Singles)                       | 7       |
| Chile (Top 100 Singles)                        | 10      |
| Chile (Top 100 Sales Singles Airplay)          | 2       |
| Chile (Top 100 Dance Airplay)                  | 1       |
| Suíça (Singles Chart)                          | 92      |
| Ucrânia (FDR Pop Singles)                      | 2       |
| Venezuela (Record Report)                      | 4       |
| Estados Unidos (Billboard Hot 100)             | 80      |
| Estados Unidos (Billboard Pop 100)             | 68      |
| Estados Unidos (Rhapsody Top Teen Beat Tracks) | 4       |